# 센토사섬

센토사 섬의 머라이언 상[* 현재 부순 상태

센토사섬(Sentosa)은 싱가포르의 유명한 휴양지이다. "센토사"는 말레이어로 "평화와 고요함"을 뜻한다. 이전에는 "풀라우 벨라칸 마티"라고 했다. "풀라우 벨라칸 마티"는 말레이어로 "죽은 섬"이라는 뜻이다.싱가포르의 남쪽에 위치하며 동양 최대의 해양수족관을 비롯하여 분수쇼를 볼 수 있는 분수, 예쁜 난꽃을 가꿔놓은 오키드 가든, 아시아 사람들의 생활상을 그대로 재현한 아시안 빌리지 등 다양한 볼거리가 가득하다. 그 밖에도 어린이들을 위한 판타지 아일랜드, 넓고 흰 모래사장이 펼쳐지는 센트럴 비치와 자전거 하이킹을 즐길 수 있는 코스, 볼케이노 랜드 등 센토사 섬은 ‘작은 놀이왕국’이다. 남쪽 해안에는 실로소·센트럴·탄종해변 등의 휴양시설이 있고, 관광 명소로서 각종 해양 스포츠 시설이 구비되어 있다.

## 같이 보기
- 리조트 월드 센토사